# Халед Багдаш
Халед Багдаш (на арабски: خالد بكداش, 1912 – 1995) е сирийски политик от кюрдски етнически произход, председател на Сирийската комунистическа партия (1930 – 1995). Бил е депутат в парламента на Сирия.

## Биография
Халед Багдаш е роден на 15 ноември 1912 г. в кюрдския район ал-Мухаджирин на Дамаск. Баща му служи първо в османската армия, а след това в сирийската армия по време на управлението на крал Фейсал I. Учи в Юридическия факултет на Дамаскския университет, но е изгонен заради незаконната си политическа дейност. През 1951 г. се жени за кюрдката на име Висал Фарха, която споделя своите убеждения и оглавява партията след смъртта му. Халед Багдаш умира от сърдечен удар на 15 юли 1995 г., на 83-годишна възраст.